# Italiaonline
Italiaonline S.p.A. ist ein Unternehmen aus Italien mit Hauptsitz in Mailand.
Italiaonline ist ein  Verzeichnisanbieter von Gelben Seiten in Europa. Zum Unternehmen gehört das britische Tochterunternehmen Thomson Directories Ltd. Mit einem Anteil von 77,4 Prozent ist Italiaonline Mehrheitsaktionär des deutschen Auskunft-Anbieters Telegate AG.